# 4268 Grebenikov
A 4268 Grebenikov (ideiglenes jelöléssel 1972 TW3) a Naprendszer kisbolygóövében található aszteroida. Tamara Mihajlovna Szmirnova fedezte fel 1972. október 5-én.